# Helmut Bourger

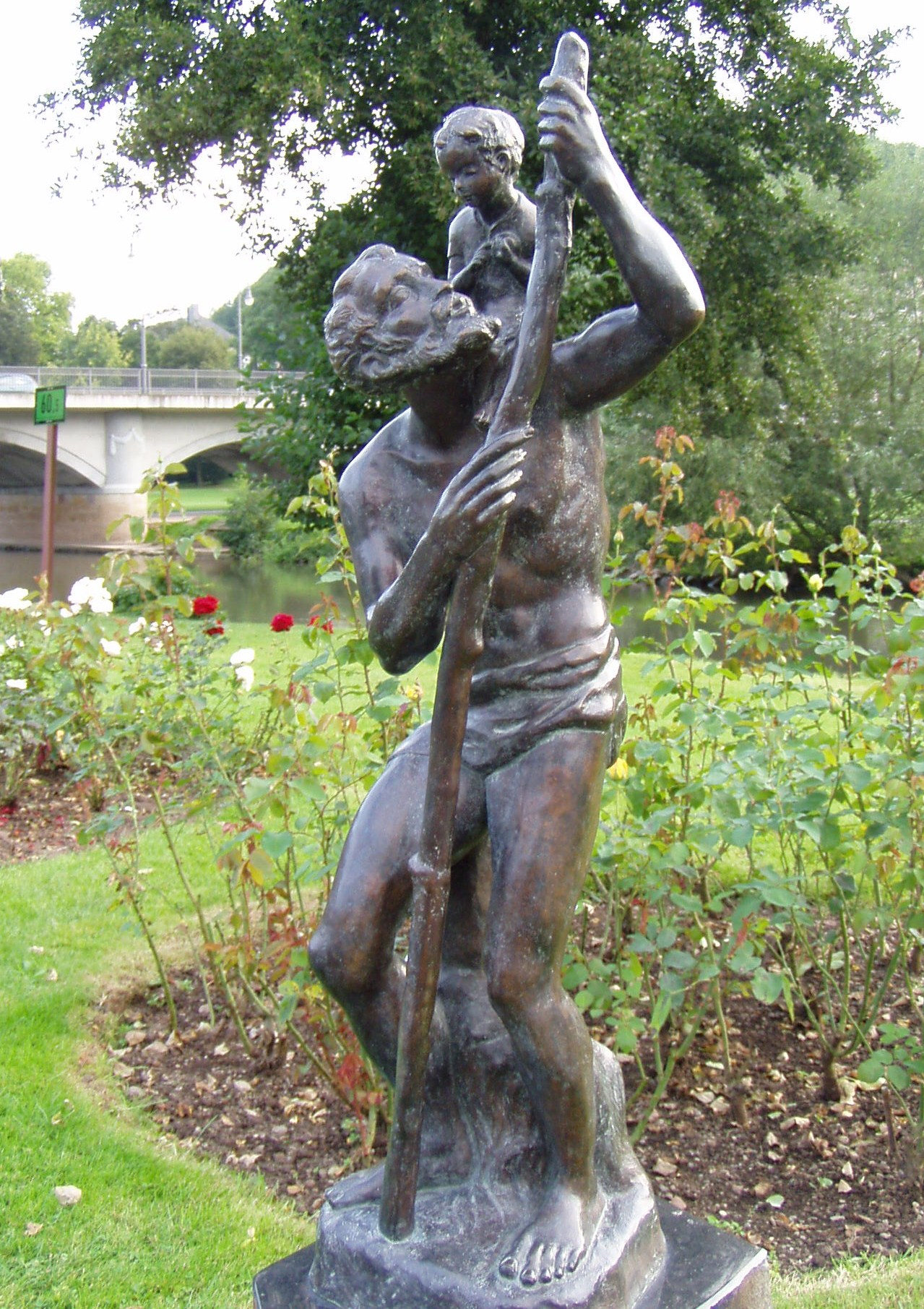
Christophorus (1960er Jahre) (Bronze, 70 cm)

Helmut Bourger (* 13. Dezember 1929; † 26. September 1989) war ein deutscher Bildhauer.

## Leben
Bourger studierte bei Ludwig Cauer in Bad Kreuznach. Anschließend ging er mit einem Stipendium an die Akademie der Schönen Künste in Rom, wo er mit der höchst möglichen Bewertung abschloss. Die Stadt Rom verlieh ihm für seine Abschlussarbeit zusätzlich ein Diplom.
Nach dem Studium kam Bourger, inzwischen verheiratet und Vater dreier Kinder, in den Westerwald und arbeitete überwiegend für Kirchen in Deutschland, aber auch in Rotterdam (Holland), Västerås (Schweden), Oslo (Norwegen), in Frankreich, Italien und anderen Ländern.
Neben vielen öffentlichen Aufträgen wie etwa durch Kirchen oder Städte erhielt Bourger auch private Aufträge. Deoclecio Redig de Campos, seinerzeit Generaldirektor der Museen des Vatikans, beauftragte ihn, einen lebensgroßen Flötenspieler zu gestalten; dieser steht heute in Brasilien.
Im Jahr 1979 kam er mit dem Bildhauer Fred Gerz und dessen „Atelier Gerz für Gestaltungsarbeiten“ zusammen. Bis zu seinem Tod (1989) gestaltete er 50 verschiedene Motive für dessen Atelier; die Nachgüsse werden noch heute gern gekauft. Während dieser zehn Jahre gab Bourger hier Unterricht und brachte auch Fred Gerz zur Bildhauerei.
Bourger lebte in Höhr-Grenzhausen, wo er zeitweise in der Töpferei-Werkstatt von Wilhelm Werner in Hilgert arbeitete.
Bourgers Werke werden noch heute gemeinsam mit den Arbeiten der Bildhauer Fred Gerz und Emil Cauer d. J. im In- und Ausland ausgestellt. Krippenfiguren von ihm befinden sich in der Pfarrkirche zu Bergisch Gladbach-Refrath, St. Johann Baptist.

## Werke (Auszug)

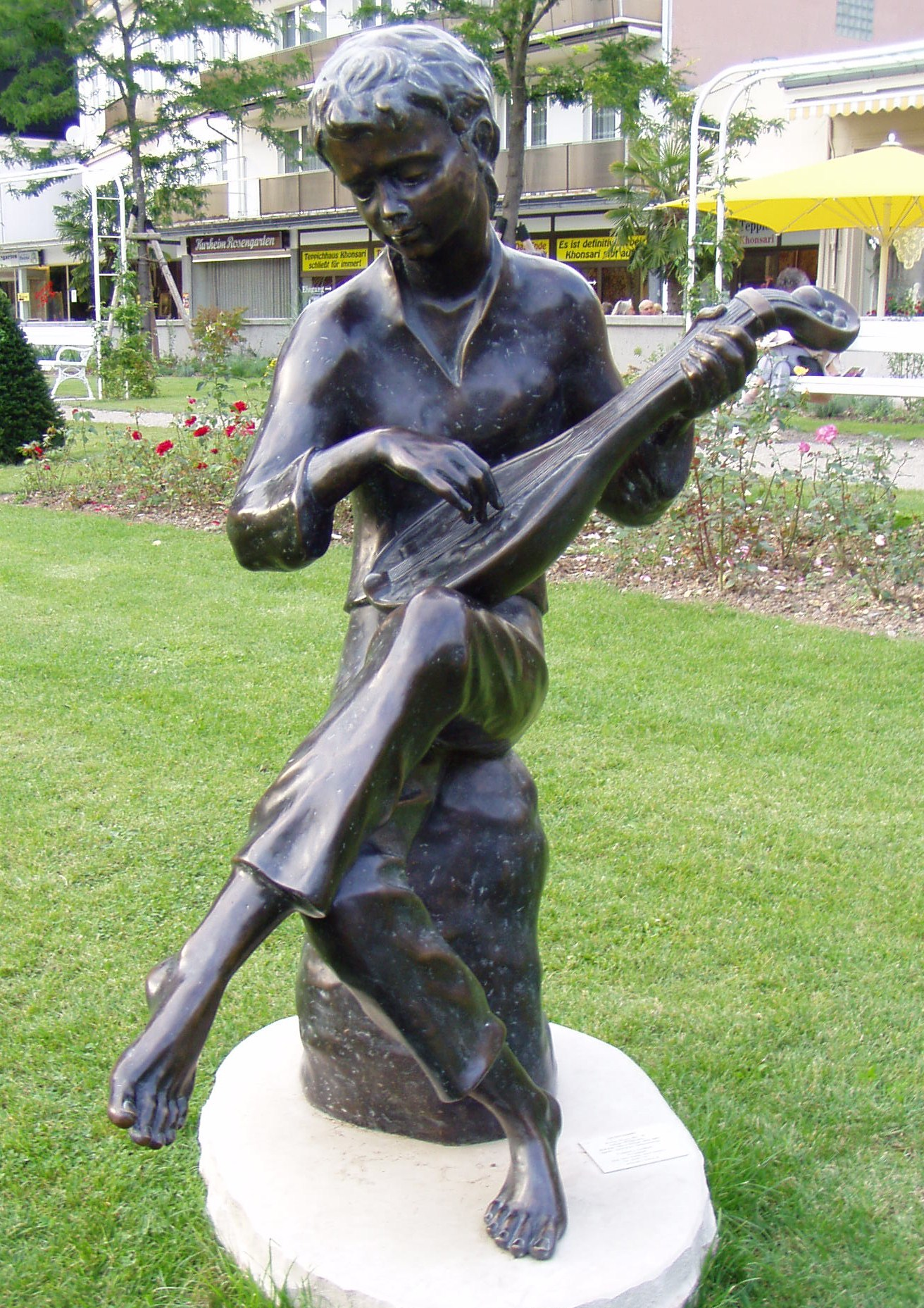
„Lautenspieler“ (1985) (Bronze, 120 cm)
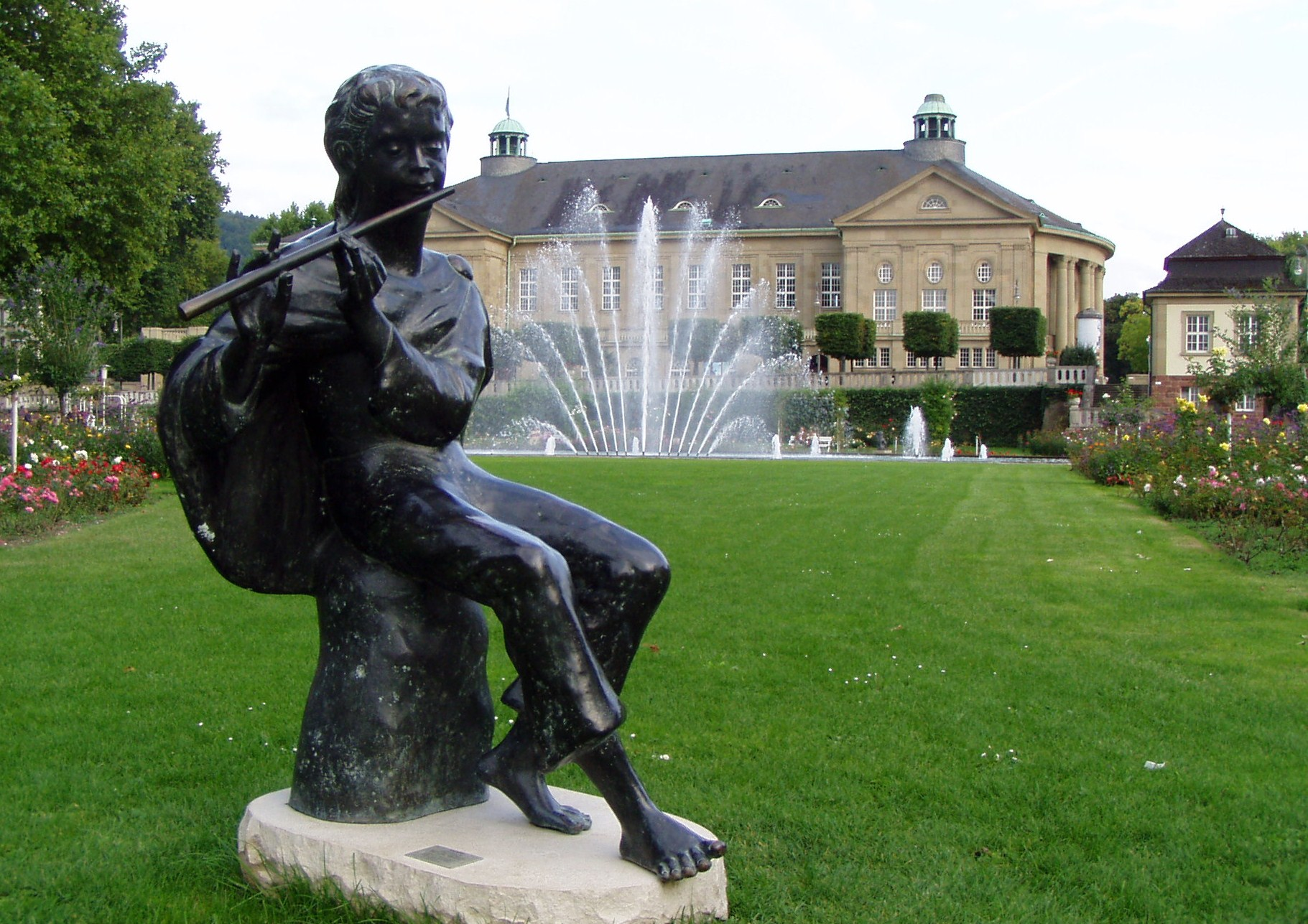
„Flötenspieler“ (1985) (Bronze, 126 cm)
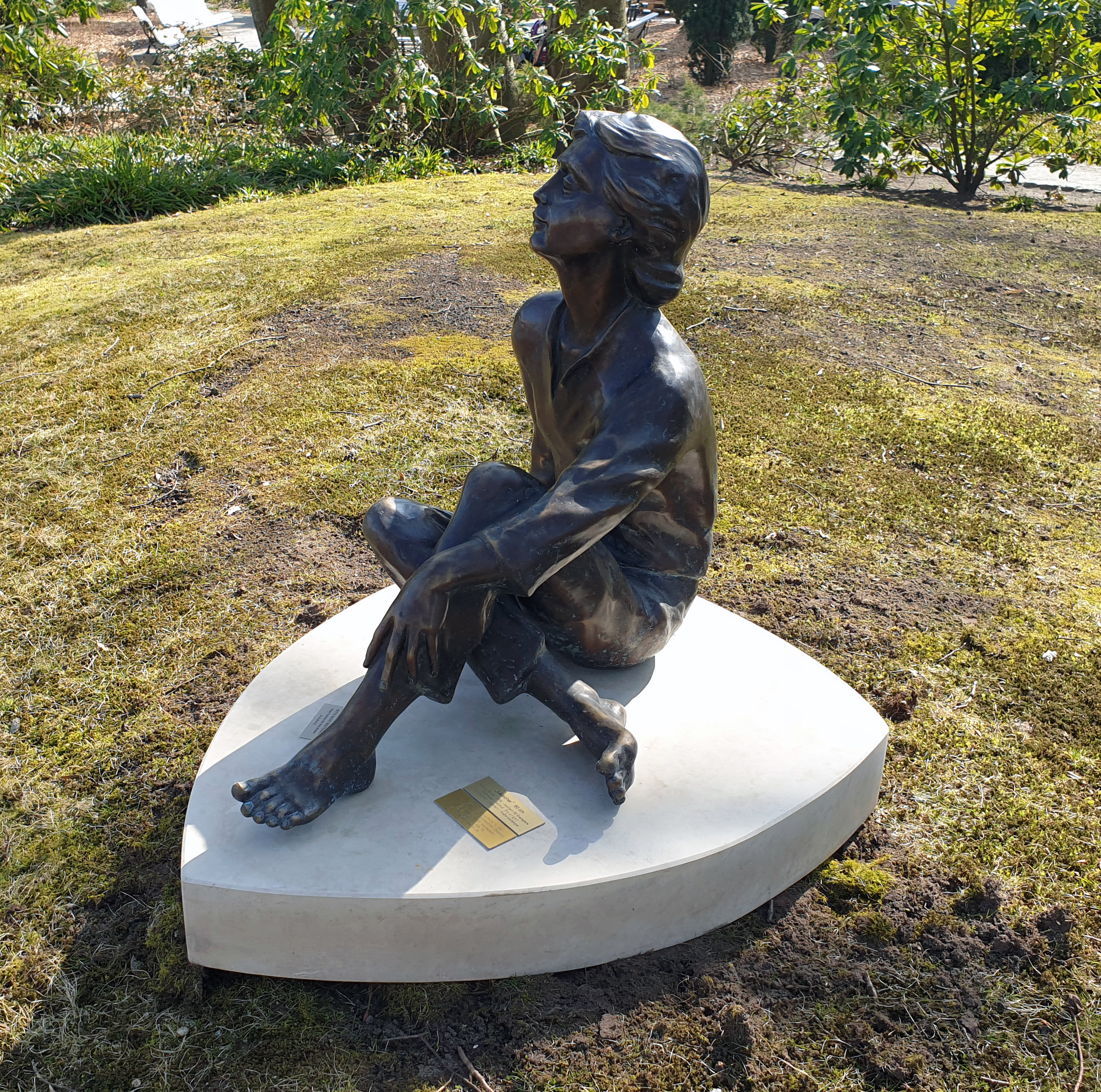
„Lauscher“ (1986) (Bronze, 80 cm)
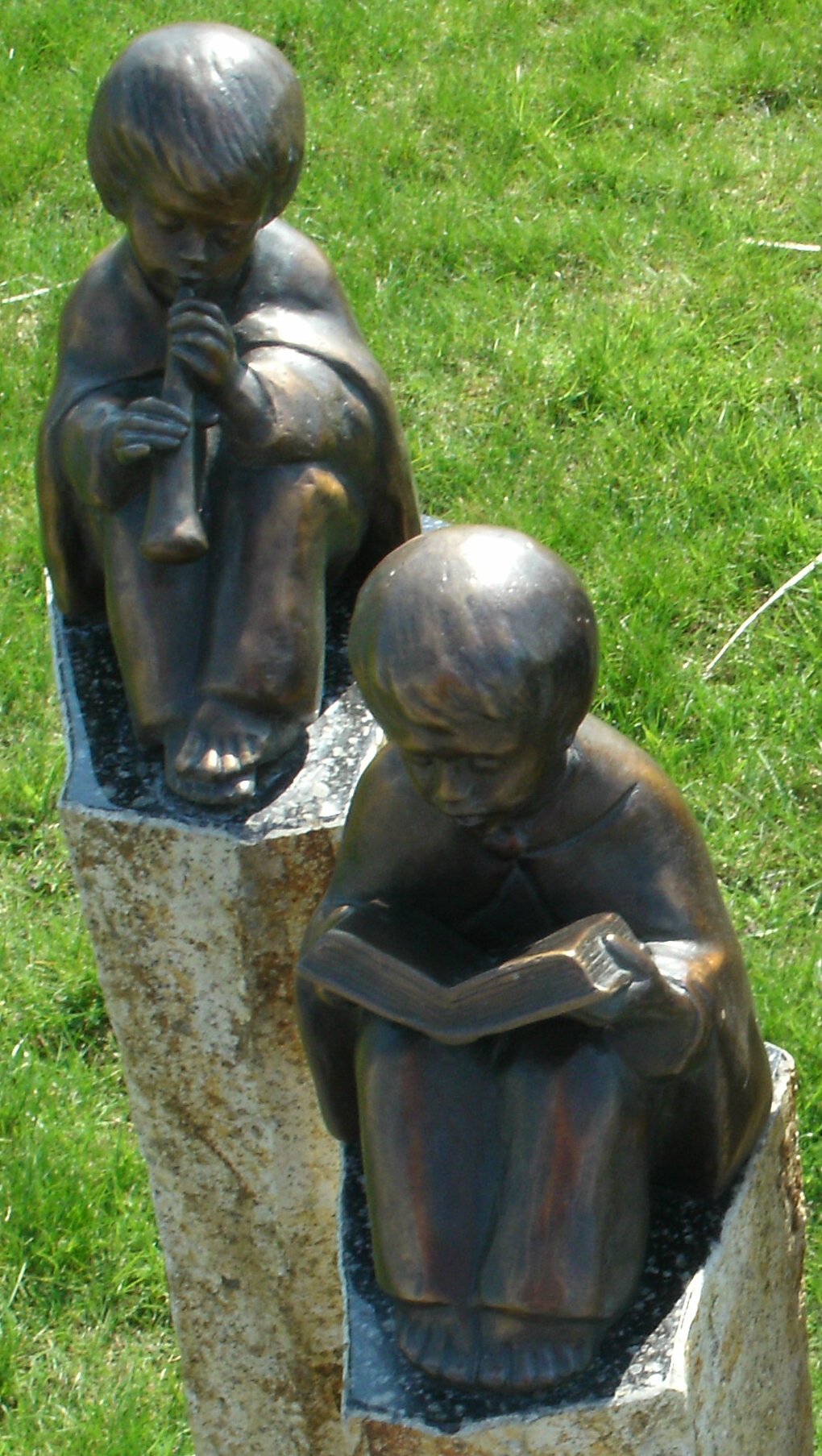
„Flötenspieler und Singender“ (1986) (Bronze, 17 cm)
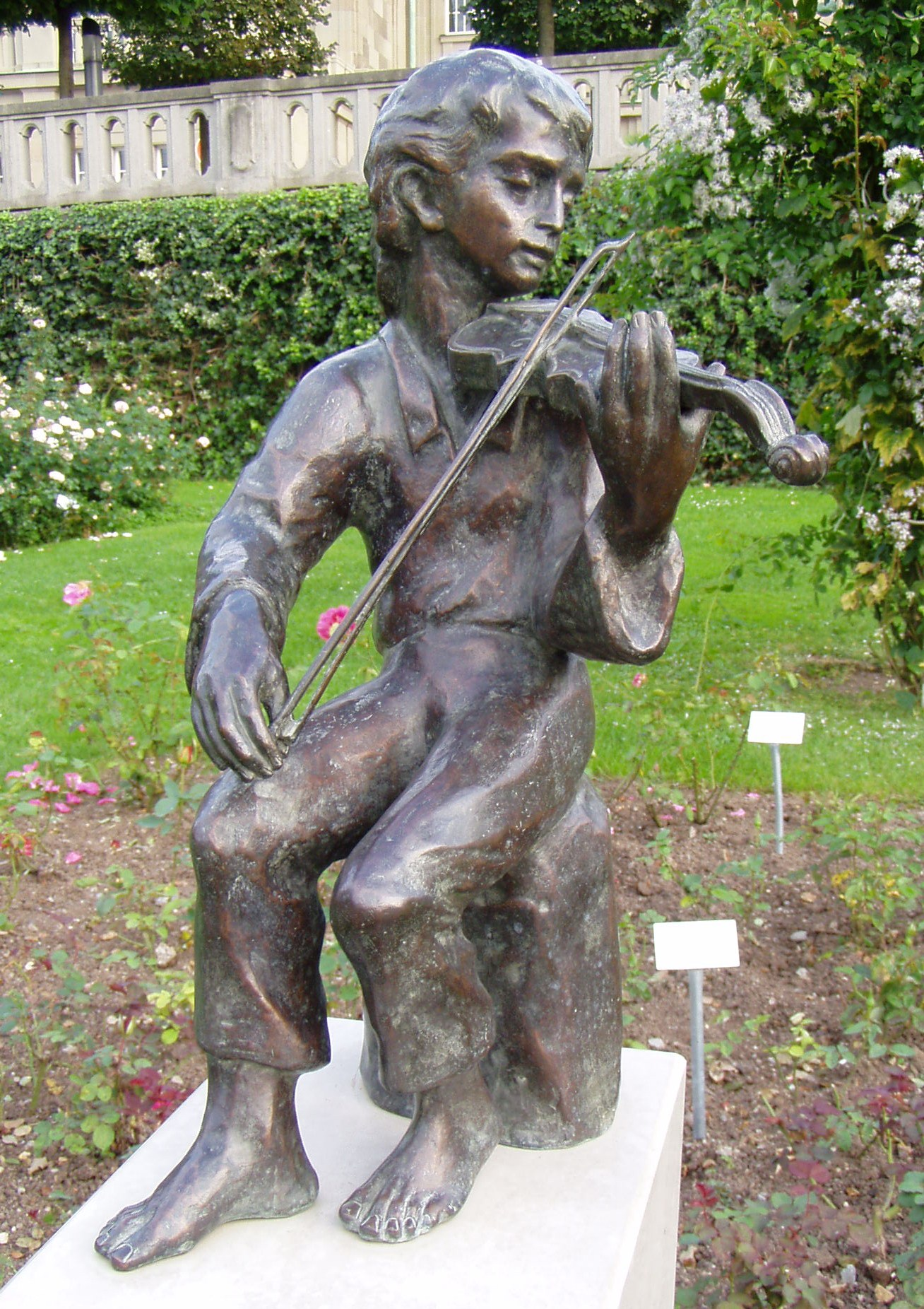
„Violinenspieler“ (1988) (Bronze, 48 cm)
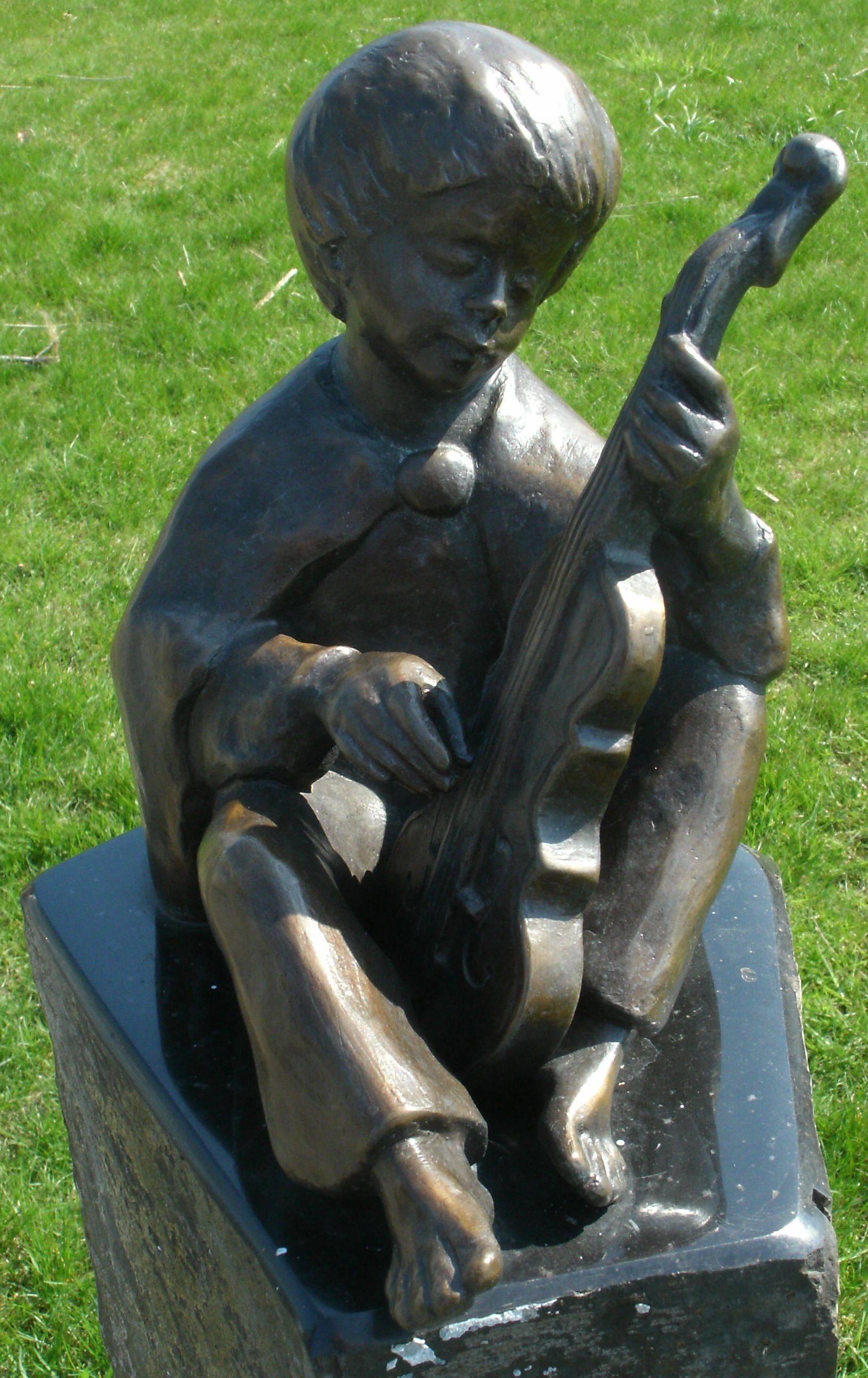
„Bassspieler“ (1988) (Bronze, 18 cm)
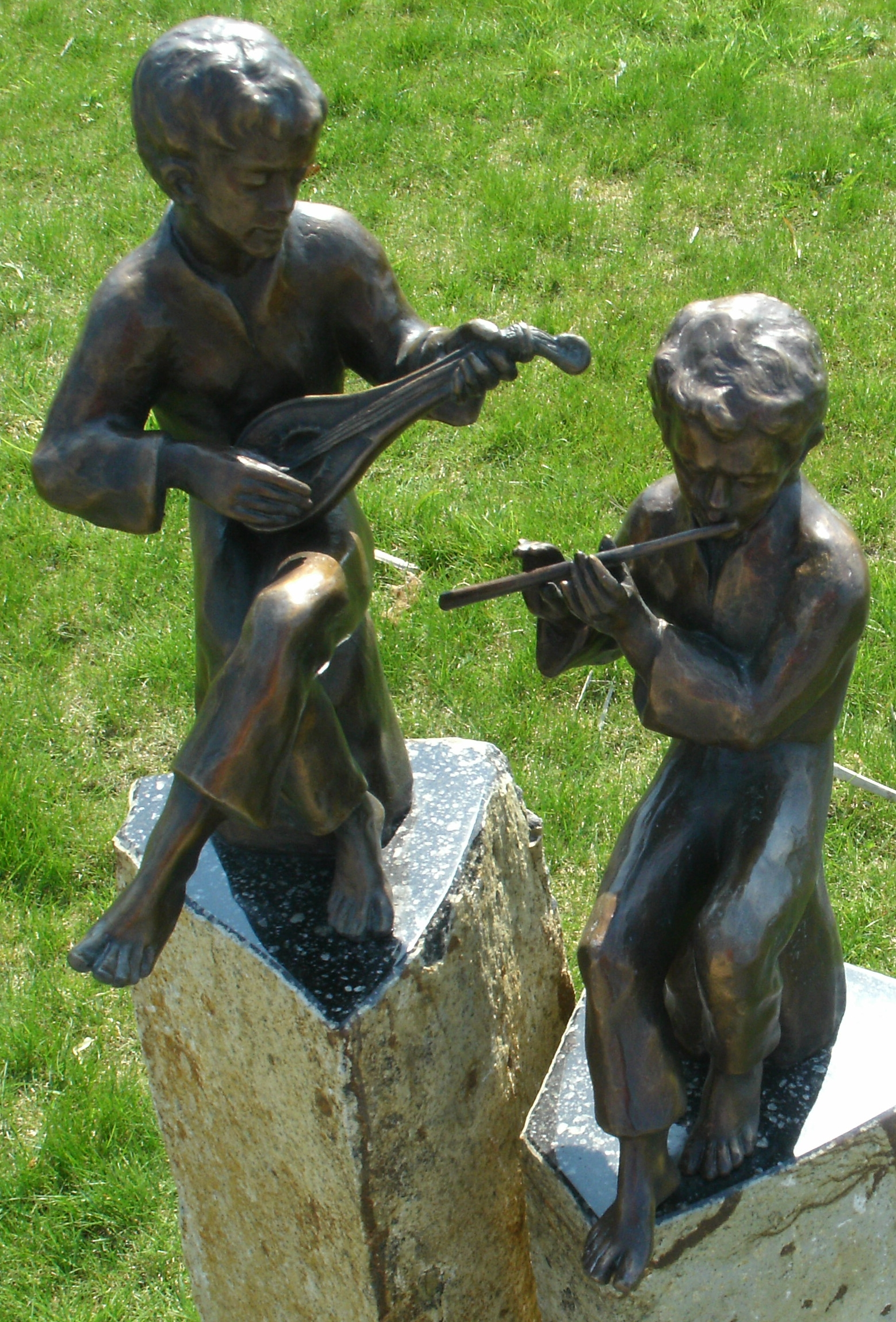
„Lautenspieler und Flötenspieler“ (1988) (Bronze, 29 cm)
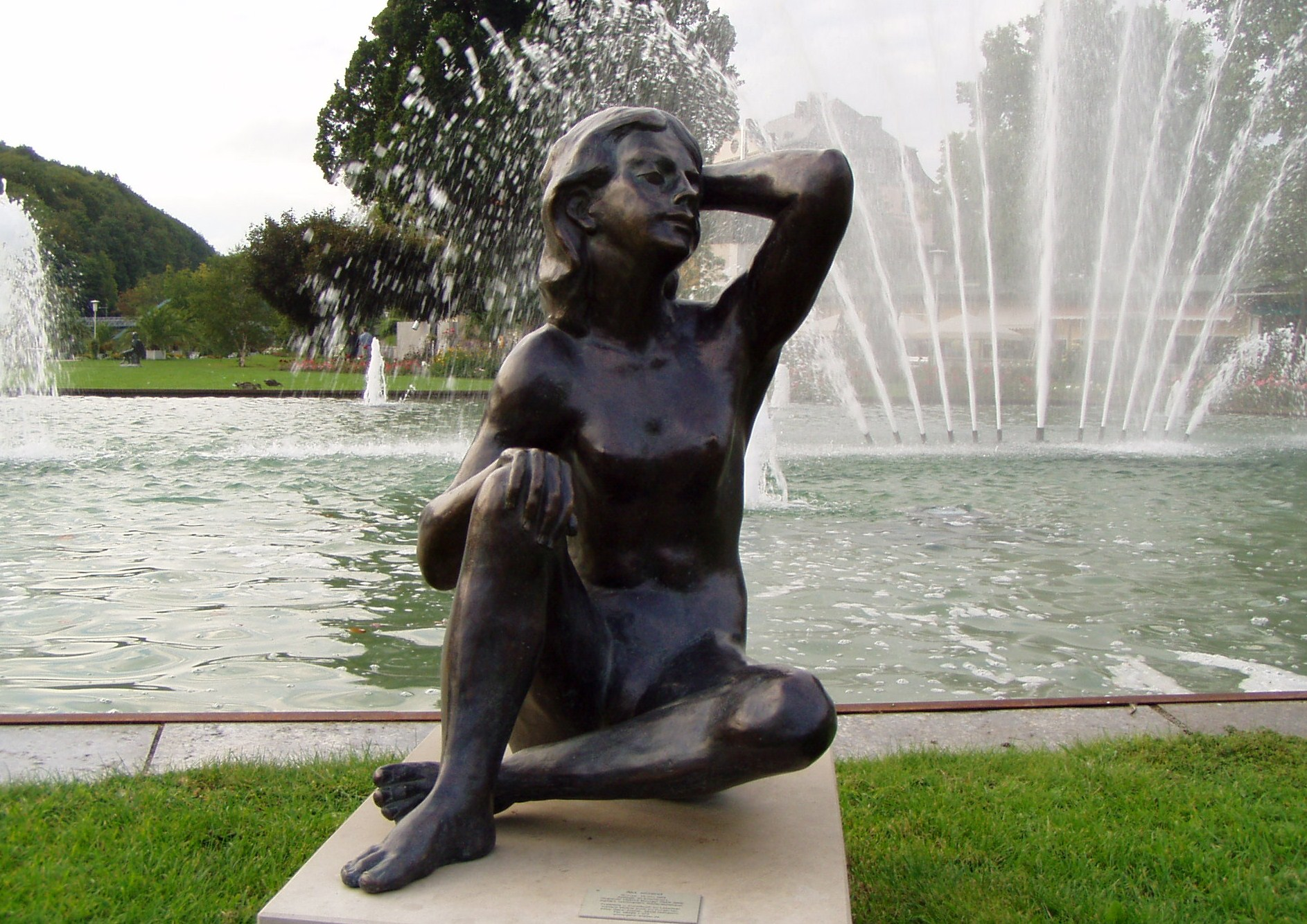
„Akt, sitzend“ (1989) (Bronze, 75 cm)
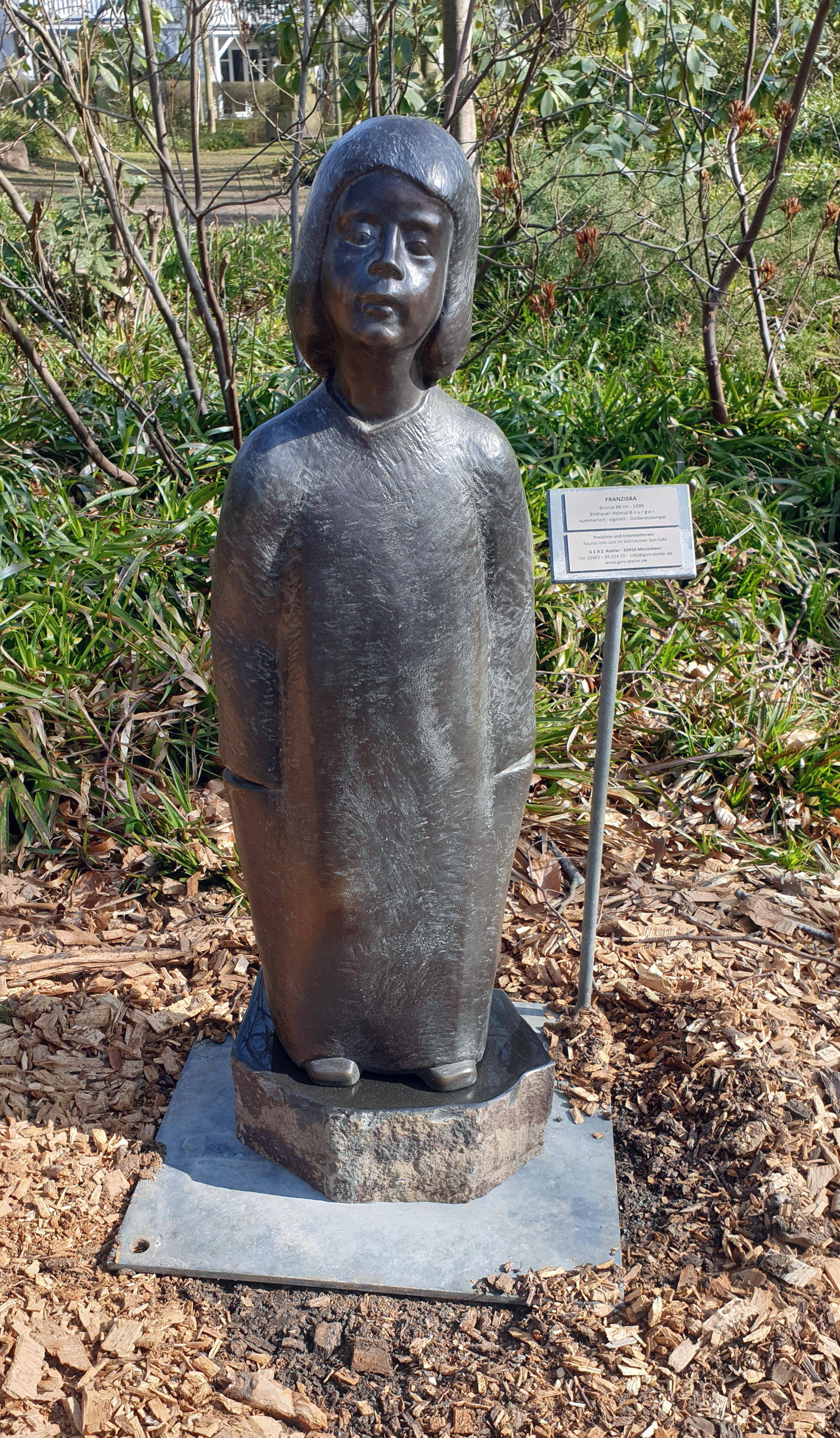
„Franziska“ (1999) (Bronze, 88 cm)